# Shanitinae
Shanitinae es una subfamilia de foraminíferos bentónicos de la familia Hemigordiopsidae, de la superfamilia Cornuspiroidea, del suborden Miliolina y del orden Miliolida. Su rango cronoestratigráfico abarca el Pérmico superior.

## Clasificación
Shanitinae incluye al siguiente género:
- Shanita †, también considerado en la subfamilia Neodiscinae de la familia Neodiscidae